# Ganglion spiral
Le ganglion spiral est constitué des corps cellulaires de cellules bipolaires de la cochlée. Les terminaisons nerveuses des cellules bipolaires se connectent d'un côté aux cellules ciliées, de l'autre ses axones se regroupent pour former le nerf cochléaire. Les axones du nerf cochléaire rejoignent ensuite les axones du nerf vestibulaire, pour former le nerf vestibulo-cochléaire ou nerf auditif.